# Doktoringenieur
Der Doktoringenieur oder Doktor-Ingenieur (auch Doktor der Ingenieurwissenschaften, abgekürzt Dr.-Ing.) ist der in Deutschland mit einer Promotion erlangte akademische Grad eines Doktors der Ingenieurwissenschaften.
In Österreich ist der Dr.techn., die Abkürzung für Doktor der technischen Wissenschaften oder Doctor technicae (wie er beispielsweise von der TU Wien verliehen wird), das Äquivalent zum deutschen Dr.-Ing. In Straßennamen wird der Dr.-Ing. mehrfach als DI abgekürzt.

## Geschichte
Die Einführung des „Doctor-Ingenieurs“ (damalige Schreibweise) erfolgte am 11. Oktober 1899 zusammen mit dem Diplomgrad an den Technischen Hochschulen Preußens auf „Allerhöchsten Erlaß“ (Kabinettsorder) von Wilhelm II., König von Preußen, anlässlich der Hundertjahrfeier der Technischen Hochschule Charlottenburg, die in der Tradition der 1799 gegründeten Berliner Bauakademie stand. Die erste Verleihung erfolgte an den Chemiker Ernst Kegel.
In den Folgejahren wurde auch in anderen Gliedstaaten des Deutschen Reiches der Doktor‑Ingenieur eingeführt:
- im Großherzogtum Hessen am 25. November 1899,
- im Großherzogtum Baden am 10. Februar 1900,
- im Königreich Sachsen am 12. Februar 1900 für die „hiesige“ Technische Hochschule,[8]
- im Königreich Württemberg per Verordnung vom 22. Februar 1900 und
- im Königreich Bayern am 10. Januar 1901.

Wegen des damaligen Widerstandes der klassischen Universitäten gegen das Promotionsrecht im Bereich der Ingenieurwissenschaften wurde für den Grad die Schreibweise mit Bindestrich und in Fraktur festgelegt, im Gegensatz zu den Abkürzungen der sonstigen „lateinischen“ Doktorgrade in lateinischer Schrift ohne Bindestrich. Der Grad wird in Deutschland bis heute in der Schreibweise mit Bindestrich vergeben. Vor Einführung des Doktoringenieurs konnte an den Technischen Fakultäten der Universitäten nur zum Doktor der Philosophie (Dr. phil.) promoviert werden. Die Verleihung des Promotionsrechtes an die Technischen Hochschulen stellte einen wesentlichen Schritt der Emanzipation der Technischen Hochschulen gegenüber den traditionellen Universitäten dar.
In Österreich-Ungarn wurde Technischen Hochschulen die Ausübung des Promotionsactes zum Grade eines Doctors der technischen Wissenschaften mit Erlass des Ministeriums für Cultus und Unterricht vom 13. April 1901 gestattet und eine zugehörige Rigorosenordnung erlassen. Die Kurzform des Grades, Dr. techn., steht für Doctor technicae.
Im englischsprachigen Raum wird in den Ingenieurwissenschaften in der Regel der generische Ph.D vergeben.